# ملوية كلبية
ملوية كلبية (بالإنجليزية: Helicobacter canis)‏ هي نوع من البكتيريا، سلبية الغرام، تتبع الملوية.